# Get Weird
Get Weird — третий студийный альбом британской гёрл-группы Little Mix, выпущенный 6 ноября 2015 года на лейблах Syco Music и Columbia Records. Альбому предшествовали синглы «Black Magic» и «Love Me Like You».
Get Weird занял второе место в альбомном чарте Великобритании. В первую неделю на территории государства было продано 60 053 копии альбома. Кроме того, в Ирландии альбом расположился на первом месте, на втором в Австралии, а также в топ-двадцатке в двенадцати других крупных чартах, включая Швецию, Италию, Нидерланды и США. Little Mix стали первой британской гёрл-группой, чьи три альбома дебютировали в топ-15 чарта Billboard 200. По всему миру в первую неделю было продано 110 000 цифровых и физических копий альбома, что позволило им занять 6 место в глобальном альбомном чарте, составленном на чистых продажах.

## Об альбоме
На премии «Brit Awards 2015» группа подтвердила, что их альбом был завершён, описывая его как имеющий «совершенно новый звук», а также было сообщено, что альбом планируется выпустить ближе к концу 2015 года. Написав более 100 песен для своего третьего альбома, в мае 2015 Little Mix выпустили лид-сингл, который получил название «Black Magic». Кроме того, Little Mix написали песню «Pretty Girls», которую они планировали включить в альбом, но позже было принято решение отдать песню Бритни Спирс и Игги Азалии.
15 июля 2015 в своём аккаунте в Твиттере группа сообщила, что их третий альбом носит название «Get Weird» и будет доступен для предзаказа 16 июля 2015.

## Синглы
В феврале 2015 Little Mix заявили, что уже выбрали сингл с грядущего альбома. 14 мая 2015, после того, как произошёл слив обложки нового сингла в сеть, они объявили, что песня называется «Black Magic». Премьера песни была запланирована на 26 мая, но была перенесена на 21 число, поскольку 20 мая «Black Magic» была выложена в сеть. В Великобритании цифровой сингл вышел 10 июля. Он занял первое место в чарте синглов Великобритании и продержался на вершине три недели.
25 сентября 2015 группа выпустила «Love Me Like You» в качестве второго сингла с альбома. Видеоклип на песню был представлен 2 октября 2015.
5 декабря 2015 было анонсировано, что третьим синглом с альбома станет «Secret Love Song».

### Промосинглы
Песня «Hair» была выпущена в качестве промосингла 28 августа 2015 и была доступна для загрузки после совершения предзаказа альбома. Песня заняла 35 место в чарте синглов Великобритании. «Weird People» была выпущена 16 октября 2015 в качестве второго промосингла. Песня заняла 78 место в чарте. 30 октября 2015 был выпущен последний промосингл «Grown», который занял 72 место в чарте.

## Продвижение
6 июня 2015 Little Mix исполнили «Black Magic» на мини-фестивале радиостанции Capital FM «Summertime Ball» на стадионе Уэмбли. 16 августа группа выступила с синглом на ежегодной премии Teen Choice Awards 2015.

### Тур
Тур организован с целью продвижения альбома. The Get Weird Tour был официально анонсировал группой 17 июля 2015 в Твиттере. Тур начнётся 13 марта 2016 в Кардиффе и охватит города Великобритании и Ирландии вплоть до 23 апреля 2016.
13 октября 2016 было сообщено, что тур охватит города Австралии, что говорит о том, что у группы будет первый тур, выходящий за пределы Великобритании и Ирландии. Группа изъявляет желанием сделать этот тур мировым.

## Отзывы критиков
| Совокупная оценка | Совокупная оценка |
| Источник          | Оценка            |
| ----------------- | ----------------- |
| Metacritic        | 66/100            |
| Оценки критиков   |                   |
| Источник          | Оценка            |
| AllMusic          | [ 21 ]            |
| The Guardian      | [ 22 ]            |
| The Independent   | [ 23 ]            |
| NME               | [ 24 ]            |
| Música Nueva      | [ 25 ]            |

В целом «Get Weird» получил положительные отзывы от критиков. В Metacritic, который присваивает среднее арифметическое от рецензий ведущих критиков, альбом получил 66 из 100 (на основе 5 рецензий), что говорит о благоприятных отзывах.
AllMusic описали альбом, как подходящий для поппинга, а также добавили: «В большинстве песен содержится кинетическая энергия, что похоже на дэнс-поп 80-х, типа музыки Yello или Роберта Палмера, в конечном счёте такое смешение музыки разных десятилетий работает и альбом приносит много удовольствия».
NME отметили, что «индивидуальность группы и мощный вокал воспламеняют Get Weird. Альбом наполнен непримиримой поп-музыкой. За исключением капризной баллады „Lightning“, которая впечатляет. Третий альбом отличается своей оригинальностью».
Критик The Guardian заявил, что «бо́льшая часть нового альбома Little Mix состоит из подростковой поп-музыки 90-х». Изначально рецензент выказывал разочарование в альбоме, но сделал вывод, что альбом всё же удержит группу на плаву.
The Independent дали смешанный отзыв: «Есть много мелочей, который нравятся в третьем альбоме Little Mix… но эта гармония, конечно, по большому счёту раздражает».

## Список композиций
| №                   | Название                                    | Автор(ы) | Продюсер(ы)                      | Длительность |
| ------------------- | ------------------------------------------- | --- | -------------------------------- | ------------ |
| 1.                  | «Black Magic»                               | Edvard Førre Erfjord Henrik Michelsen Camille Purcell Ed Drewett                                                                | Electric Matt Rad Maegan Cottone | 3:31         |
| 2.                  | «Love Me like You»                          | Steve Mac Iain James Purcell James Newman                                                                                       | Mac                              | 3:17         |
| 3.                  | «Weird People»                              | Erfjord Michelsen Purcell Drewett                                                                                               | Electric Rad Cottone             | 3:31         |
| 4.                  | «Secret Love Song» (featuring Jason Derulo) | Jez Ashurst Emma Rohan Rachel Furner Jason Derulo                                                                               | Jayson DeZuzio                   | 4:09         |
| 5.                  | «Hair»                                      | Erfjord Michelsen Anita Blay James Purcell                                                                                      | Electric Rad Cottone Sam Ellison | 3:29         |
| 6.                  | «Grown»                                     | Erfjord Michelsen Jess Glynne Janée "Jin Jin" Bennett Purcell Perrie Edwards Jesy Nelson Leigh-Anne Pinnock Jade Thirlwall      | Electric Rad Cottone             | 2:36         |
| 7.                  | «I Love You»                                | TMS Purcell Edwards Nelson Pinnock Thirlwall                                                                                    | TMS Cottone Ellison              | 4:09         |
| 8.                  | «OMG»                                       | Nick Monson Cottone Mike Orabiyi Jon Mills Kurtis McKenzie Edwards Nelson Pinnock Thirlwall                                     | Monson Cottone Ellison           | 3:23         |
| 9.                  | «Lightning»                                 | TroyBoi Cottone Edwards Nelson Pinnock Thirlwall                                                                                | TroyBoi Cottone Ellison          | 5:12         |
| 10.                 | «A.D.I.D.A.S.»                              | Cottone Nathan Duvall Kiris Houston Aubrey Graham Noah Shebib Majid Al Maskati Jordan Ullman Anthony Jeffries Pinnock Thirlwall | Duvall Houston Cottone Ellison   | 3:22         |
| 11.                 | «Love Me or Leave Me»                       | Matt Radosevich Julia Michaels Shane Stevens                                                                                    | Matt Rad Joe Kearns              | 3:26         |
| 12.                 | «The End»                                   | Purcell | Kearns Purcell                   | 2:12         |
| Общая длительность: | Общая длительность:                         | Общая длительность: | Общая длительность:              | 42:17        |

| №                   | Название                   | Автор(ы)                                                              | Продюсер(ы)                   | Длительность |
| ------------------- | -------------------------- | --------------------------------------------------------------------- | ----------------------------- | ------------ |
| 13.                 | «I Won't»                  | TMS Glynne Edwards Nelson Pinnock Thirlwall                           | TMS Phil Cook Cottone Ellison | 3:17         |
| 14.                 | «Secret Love Song, Pt. II» | Ashurst Rohan Furner                                                  | Ashurst Cottone Ellison       | 4:26         |
| 15.                 | «Clued Up»                 | Edwards Nelson Pinnock Thirlwall Kohn Barnes Kelleher Jessica Cornish | TMS                           | 4:06         |
| 16.                 | «The Beginning»            | Purcell                                                               | Purcell Kearns                | 1:33         |
| Общая длительность: | Общая длительность:        | Общая длительность:                                                   | Общая длительность:           | 55:39        |

| №                   | Название                                          | Автор(ы)                          | Продюсер(ы)          | Длительность |
| ------------------- | ------------------------------------------------- | --------------------------------- | -------------------- | ------------ |
| 17.                 | «Black Magic» (Acoustic)                          | Purcell Erfjord Michelsen Drewett | Electric Rad Cottone | 3:27         |
| 18.                 | «Love Me like You» (Christmas Mix)                | Purcell Mac James Newman          | Mac                  | 3:29         |
| 19.                 | «Dreamin' Together» (Flower featuring Little Mix) |                                   |                      | 4:59         |
| Общая длительность: | Общая длительность:                               | Общая длительность:               | Общая длительность:  | 67:34        |

Заметки
- «A.D.I.D.A.S.» содержит элементы из «Hold On, We’re Going Home» (песни Дрейка).

## Чарты и сертификации
| Чарт (2015)        | Высшая позиция |
| ------------------ | -------------- |
| Австралия          | 2              |
| Австрия            | 16             |
| Бельгия (Фландрия) | 15             |
| Бельгия (Валлония) | 54             |
| Канада             | 12             |
| Хорватия           | 26             |
| Дания              | 15             |
| Нидерланды         | 9              |
| Франция            | 47             |
| Германия           | 29             |
| Ирландия           | 1              |
| Италия             | 20             |
| Япония             | 35             |
| Новая Зеландия     | 8              |
| Норвегия           | 28             |
| Португалия         | 12             |
| Шотландия          | 2              |
| Испания            | 15             |
| Швеция             | 13             |
| Шотландия          | 18             |
| Великобритания     | 2              |
| США                | 13             |

| Регион | Сертификация  | Продажи |
| --- | ------------- | ------- |
| Великобритания (BPI) | 3× Платиновый | 950,000 |
| * Данные о продажах приведены только на основе сертификации. ^ Данные о тиражах приведены только на основе сертификации. |               |         |

## История релиза
| Страна   | Дата          | Формат(ы)               | Лейбл | Издание(я)         | Источники |
| -------- | ------------- | ----------------------- | ----- | ------------------ | --------- |
| Весь мир | 6 ноября 2015 | CD Цифровая дистрибуция | Syco  | Стандартное Делюкс | [ 49 ]    |